# André Galiassi
André de Sousa Galiassi (* 22. August 1980 in São Paulo) ist ein ehemaliger brasilianischer Fußballspieler.

## Karriere
Galiassi spielte bei Roma Esporte Apucarana, River Plate Asunción und Club Bolívar, ehe er im Januar 2007 zu CFR Cluj in die rumänische Liga 1 wechselte. Am 24. Februar 2007 gab er sein Debüt in der Liga 1, als er beim 1:1-Unentschieden gegen Ceahlăul Piatra Neamț für Romeo Surdu in der 46. Spielminute eingewechselt wurde. 2009 wurde er an Kasımpaşa Istanbul verliehen, konnte sich dort aber nicht durchsetzen und kam lediglich auf drei Einsätze. Er kehrte in der Winterpause zurück und wurde abermals für ein halbes Jahr an Unirea Alba Iulia ausgeliehen. 2011 unterschrieb er einen Zweijahresvertrag bei CS Concordia Chiajna. Nach diesen zwei Jahren und nur zwei Einsätzen ohne Tor wurde der Vertrag nicht verlängert und Galiassi beendete offiziell seine Spielerlaufbahn.

## Erfolge/Titel
- Bolivianischer Meister (1): 2006
- Rumänischer Meister (1): 2007/08
- Rumänischer Pokalsieger (2): 2007/08, 2008/09

## Privates
Galiassi ist verheiratet und hat eine Tochter.